# 미세섬유
미세섬유(微細纖維, 영어: microfilament) 또는 액틴 필라멘트(영어: actin filament)는 세포 내에 존재하며, 세포의 형태를 유지하거나 형태를 변화시키거나 세포 내의 물질 이동을 담당하는 세포골격을 구성하는 섬유 중 하나이다. 단백질인 액틴이 섬유장에 중합해서 할 수 있는 집합체로, 섬유장 엑틴(F엑틴)으로 불리는 고분자가 주된 구성 성분이다. 그리하여 미세섬유는 종종 액틴 필라멘트로 불리기도 하지만, 액틴만으로 구성된 섬유 구조는 아니기 때문에, 액틴 섬유라고 말할 때는 주의가 필요하다. 미세섬유를 구성하는 액틴은 줄기에 포함되는 α엑틴과는 형태가 다른 β엑틴이다. 외경은 6nm정도 된다. 이중 나선 구조로 되어 있어 액틴 분자 13.5개, 35nm로 정확히 한 번 비틀 수 있다. 미세섬유는 전자현미경에 의해 직접 관찰하는 것 외에 액틴과 결합하는 성질을 가진 팔로이딘이라고 하는 분자를 이용해서 관찰할 수 있다. 로다민 등의 형광색소를 결합시킨 팔로이딘을 액틴에 작용해 액틴 섬유를 염색하여 형광 현미경에서 관찰할 수 있다.